# Heather Mills
Heather Anne Mills (Aldershot, Inglaterra, 12 de enero de 1968) es una exmodelo y activista de diferentes causas sociales. Ha encabezado diferentes campañas para ayudar a pacientes con enfermedades de transmisión sexual, para la defensa de las tierras afectadas por la actividad minera y la defensa de los derechos animales. Es vegana y patrona de las organizaciones Vegetarian & Vegan Foundation y Viva!, así como embajadora de Buena Voluntad de las Naciones Unidas.

## Biografía
Es hija de John «Mark» Mills y Beatrice Mary Finlay. Pocos meses después de su nacimiento la familia se mudó a Washington D. C., pero no pasó mucho tiempo antes de que sus padres decidieran migrar hacia el campo. Beatrice Mills abandonó el hogar cuando Heather tenía nueve años, dejando a sus hijos bajo el cuidado de su padre. Años más tarde Michael Mills fue a prisión tras ser acusado de cometer fraude. Después de tantos problemas familiares Heather decidió escapar de casa y no se reconcilió con su madre hasta 1989.

### El modelaje
Luego de postular a diferentes empleos, Heather comenzó una carrera como modelo en 1988. Su primera campaña fue realizada junto a un modelo con quien simuló escenas de alto contenido sexual. Durante su carrera Mills ha protagonizado diferentes tipos de fotos, incluyendo algunas para una revista pornográfica del Reino Unido.

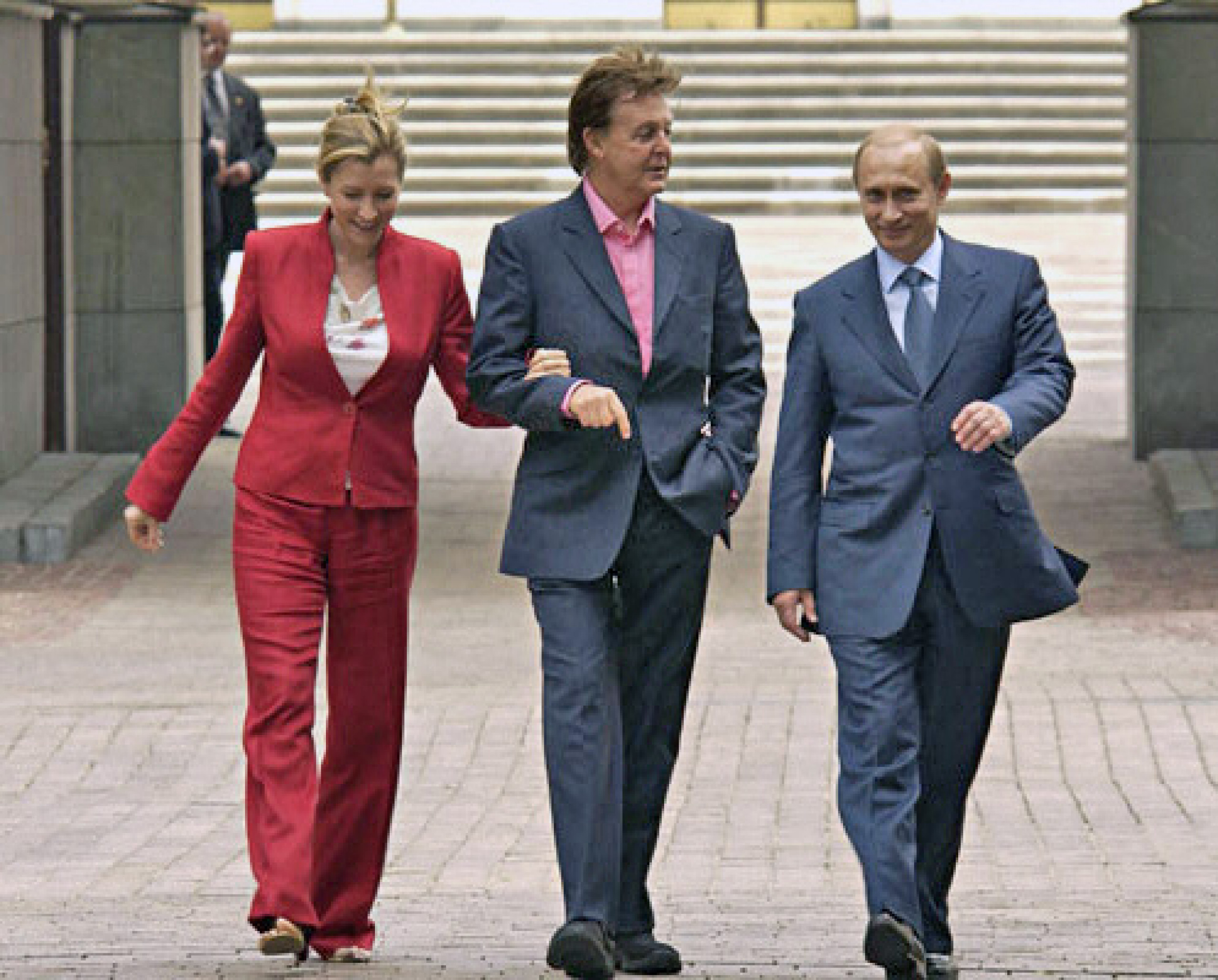
Heather Mills, Paul McCartney y Vladímir Putin realizando una visita al Kremlin en 2003.

### El accidente
En agosto de 1993, Mills fue atropellada por un policía motorizado mientras cruzaba una calle de un lujoso residencial en Kensington, Londres. El accidente le provocó la fractura de varias costillas y la perforación de un pulmón, así como la amputación de la pierna izquierda, por debajo de la rodilla. Esto no le impidió seguir modelando, usando prótesis.

### Su matrimonio con Paul McCartney
Mills conoció a Paul McCartney durante un evento benéfico en abril de 1999 donde ella presentaba el 'Heather Mills Trust', un premio que tiene como finalidad ofrecer tratamientos de prótesis a personas necesitadas.
Cuando McCartney la conoció quedó encantado y poco tiempo después le entregó un anillo de diamantes y zafiros comprado en India. Paul y Heather se casaron el 11 de junio de 2002, cuatro años después de la muerte de la primera esposa del músico, Linda McCartney, que falleció debido a un cáncer de mama.
La pareja tuvo una hija, Beatrice Milly McCartney Mills, nacida en el año 2003.
Mills y McCartney se divorciaron oficialmente el 16 de marzo de 2008, cuando Paul selló el acuerdo financiero dándole 25 millones de dólares.

## Reconocimientos
En 2003 recibió el Premio Isabel Ferrer que otorga la Generalidad Valenciana, España, por su lucha y compromiso a favor de las víctimas de las minas antipersonas, que le valieron una nominación al Premio Nobel de la Paz en 1996.